# Vierde Oorlog tussen Mysore en de Britten

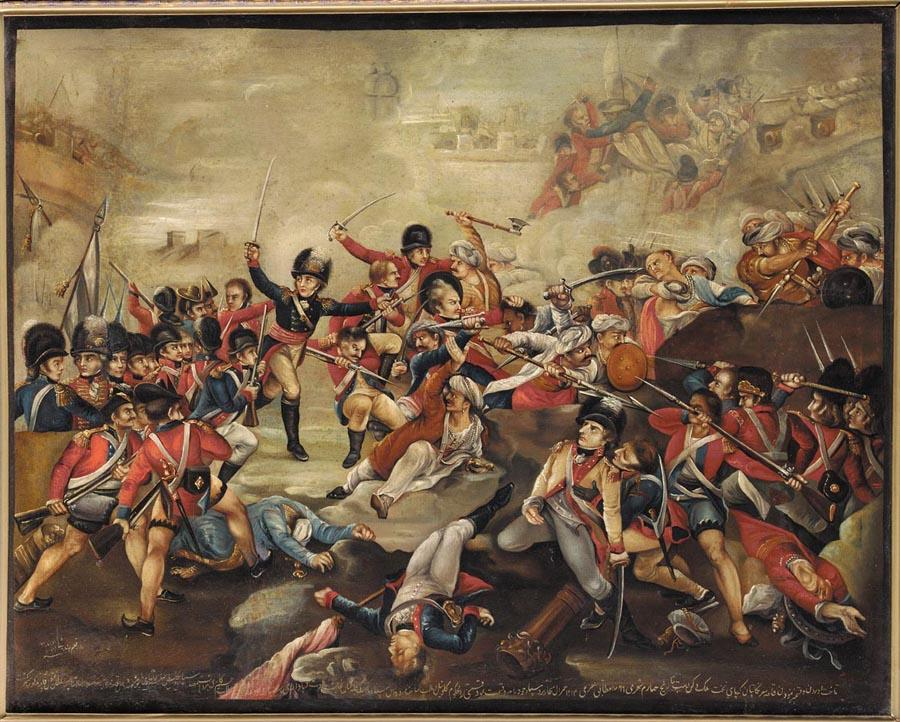
De bestorming van Srirangapatna op 4 mei 1799. Perzische schildering uit Qajar, rond 1836.

De Vierde Oorlog tussen Mysore en de Britten in 1799 was een gewapend conflict in het zuiden van India tussen het sultanaat Mysore en de Britse East India Company. De oorlog kwam voort uit de agressieve imperialistische politiek van de Britse gouverneur-generaal Wellesley, die de Britse macht over heel India uit wilde breiden. Het resultaat was een Britse overwinning. Sultan Fateh Ali Tipu sneuvelde in de strijd. Mysore werd daarna teruggebracht tot een veel kleinere vazalstaat, waar een Britse marionet aangesteld werd. Andere gebiedsdelen werden toegevoegd bij het gebied van de nizam van Haiderabad, een Britse bondgenoot, of kwamen onder direct Brits bestuur te staan.

## Voorgeschiedenis
Onder Tipu Sultan en diens voorganger, Haider Ali, was Mysore uitgegroeid tot een macht van betekenis. Beide sultans voerden een door de Fransen gesteunde anti-Britse politiek. In de oorlogen van 1767-1769 en 1780-1784 bleek Mysore in staat het de Britten zeer lastig te kunnen maken. Bovendien beheerste Mysore de door de Britten begeerde lucratieve handel in peper en specerijen in de Malabar. 

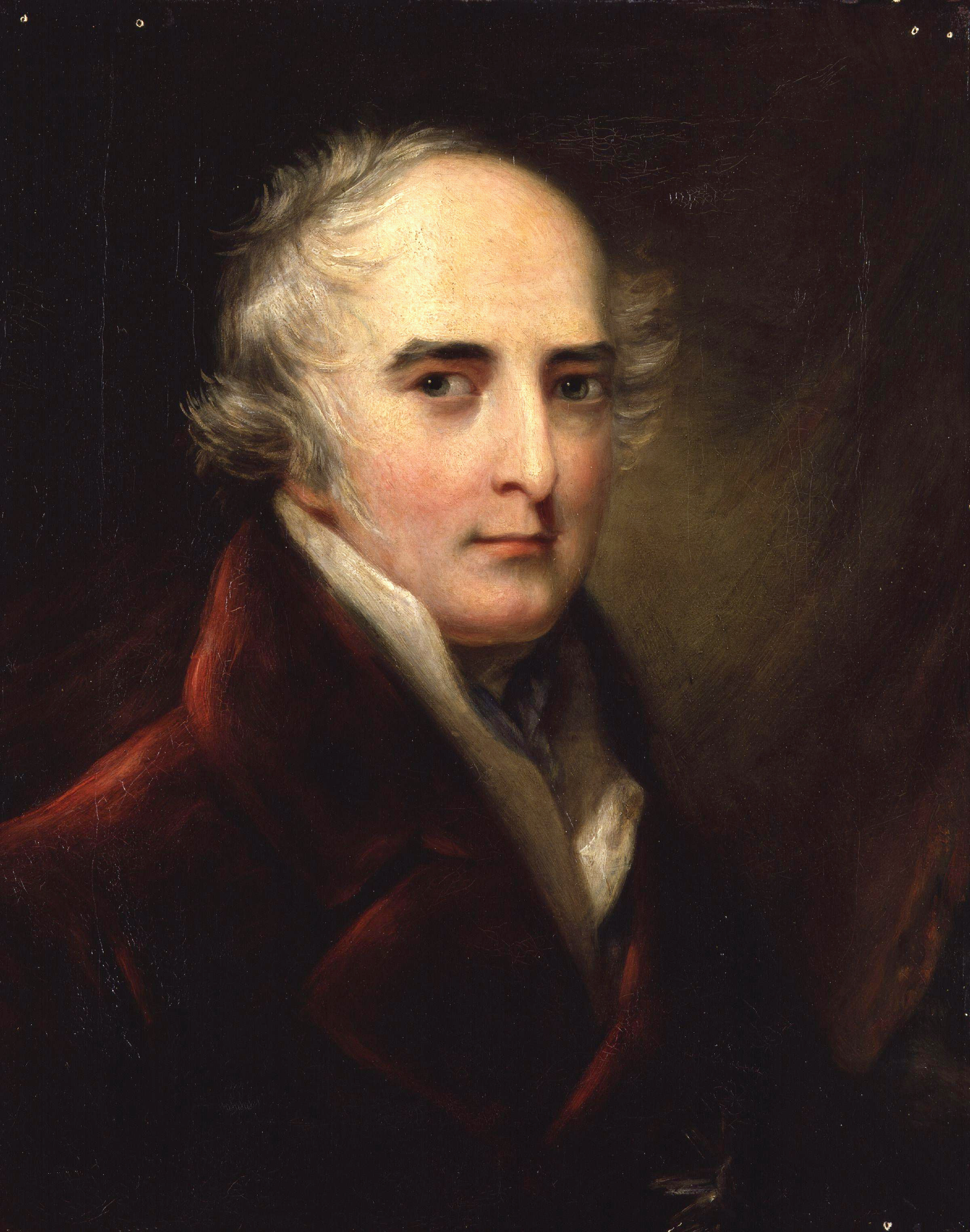
Richard Wellesley, earl of Mornington en later markies Wellesley, de gouverneur-generaal van Brits-Indië tussen 1798 en 1805. Olieverfportret door John Philip Davis, onbekende datum.

Aan deze situatie was een einde gekomen na afloop van de Derde Oorlog tussen Mysore en de Britten van 1790-1792. Onder leiding van gouverneur-generaal Cornwallis hadden de Britten Tipu Sultan verslagen. Cornwallis' troepen waren voor het grootste deel afkomstig van inheemse bondgenoten, met name de nizam van Haiderabad en de Maratha's. Hij wilde met een verdeel-en-heersstrategie voorkomen dat een van de inheemse machthebbers nog een bedreiging voor de Britten kon vormen, en was niet uit op annexatie van al het gebied van Mysore. In dat laatste geval hadden de Maratha's en de nizam namelijk ook grote gebieden toegezegd moeten krijgen. Daarom schrok Cornwallis ervoor terug Tipu Sultan zulke harde eisen op te leggen dat hij compleet weerloos werd. In plaats daarvan sloten de partijen een verdrag, waarin Mysore de helft van haar gebied afstond en herstelbetalingen toezegde. Het lukte Tipu Sultan door ingrijpende belastinghervormingen binnen enkele jaren deze schuld af te betalen, maar na 1792 was Mysore niet langer in staat de Britten de macht over het zuiden van India te betwisten.
Cornwallis' opvolger John Shore zette diens politiek voort, maar met Richard Wellesley kwam in 1798 een gouverneur-generaal aan de macht die andere intenties had. Wellesley was een enthousiaste imperialist, die het stichten van een Brits rijk in India voor ogen had. Mysore vormde daarbij een belangrijk obstakel. Direct nadat Wellesley in Calcutta aankwam begon hij een militaire campagne tegen Mysore te plannen. Ondertussen was correspondentie onderschept die duidelijk maakte dat Tipu Sultan via de Franse commandant op Réunion in contact stond met Napoleon Bonaparte, die zich op dat moment in Egypte bevond en de intentie had naar India door te stoten. Wellesley gebruikte het contact tussen Mysore en de Fransen als excuus om Mysore aan te vallen.

## Verloop
Voorafgaand aan de campagne lukte het de Britse resident in Haiderabad, James Kirkpatrick, om de nizam over te halen een groot in die stad gelegerd Frans regiment te ontbinden. Dit betekende het einde van de Franse invloed in de Dekan en maakte de weg vrij voor een Britse invasie van Mysore.
Voor de invasie van Mysore bracht Wellesley de grootste Britse strijdmacht ooit op Indisch grondgebied samen. Drie Britse legers vielen tegelijkertijd Mysore binnen. Majoor-generaal George Harris trok met troepen uit Bengalen op aan het hoofd van een strijdmacht van 26.000 man. Een ongeveer even grote strijdmacht bestaande uit bataljons van de nizam van Haiderabad en troepen uit Madras stond onder leiding van majoor-generaal David Baird en kolonel Arthur Wellesley, de latere hertog van Wellington en jongere broer van de gouverneur-generaal. Vanuit het noordwesten trokken ook nog 6500 soldaten uit Bombay onder kolonel James Stuart vanaf Cannanore oostwaarts richting Tipu's hoofdstad Srirangapatna. Onderweg bezette dit leger de regio Coorg.

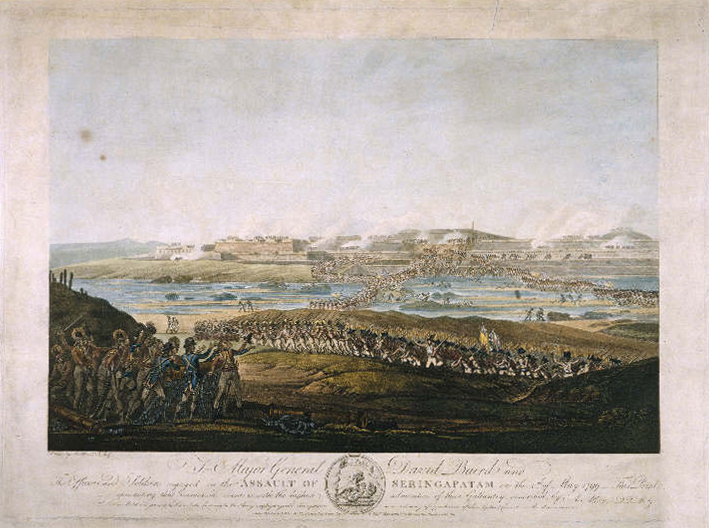
De bestorming van Srirangapatna. Ingekleurde gravure door Alexander Allen, 1802.

De hoofdmacht trok in februari 1799 het grondgebied van Mysore binnen. De verdedigers beperkten zich aanvankelijk tot kleine tegenaanvallen. De Britten ondervonden hinder van de revolutionaire raketwapens die door de troepen van Mysore werden ingezet. Toen de Britten tot 30 km van Srirangapatna genaderd waren probeerden de troepen van Mysore hen de doorgang te beletten. Dit resulteerde in de slag bij Mallavelly (27 maart), die eindigde in een overwinning voor de troepen van generaal Harris en kolonel Arthur Wellesley. Begin april werd het beleg voor Srirangapatna opgeslagen. 
Onderhandelingen liepen op niets uit en op 4 mei liet majoor-generaal Baird de stad bestormen. Het pleit was binnen een paar uur beslecht. Britse troepen vielen de stad binnen door een bres in de muren. Onder de 9000 gesneuvelde Mysoreaanse verdedigers bevond zich ook Tipu Sultan. Zijn lichaam werd na afloop ontdekt, niet ver van de bres in de stadsmuur, waar hij blijkbaar heengesneld was op het moment van de Britse doorbraak. Aan Britse zijde vielen bij de bestorming slechts ongeveer 400 doden.

## Gevolgen

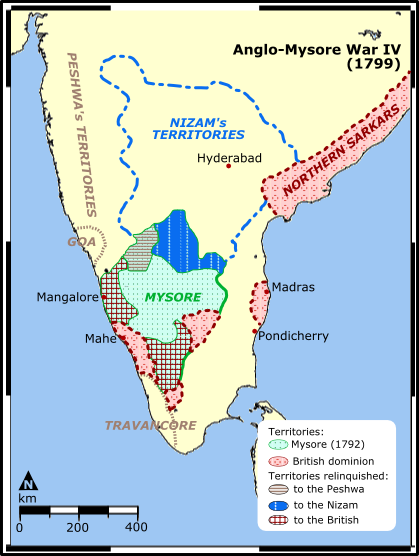
Opdeling van het grondgebied van Mysore na afloop van de vierde oorlog met de Britten.

Richard Wellesley stond voor hetzelfde probleem als zijn voorganger Cornwallis. Hij wilde zijn bondgenoten, de nizam van Haiderabad en de Maratha's, niet te veel van het grondgebied van Mysore toewijzen. Als oplossing herstelde hij de door Tipu's voorgangers afgezette Wodeyardynastie op de troon van Mysore. De radja's van deze dynastie heersten in naam over een sterk teruggebrachte rompstaat, maar waren in de praktijk slechts Britse marionetten. De Kanarakust, Wynad, Coimbatore en Dharapuram kwamen onder direct Brits bestuur te staan. De Maratha's en de nizam kregen elk een grote strook land langs hun zuidelijke grens met Mysore toebedeeld. De nizam voelde zich bekocht, maar zou desondanks een paar jaar later een verdrag met de Britten tekenen dat hen vergaande macht over Haiderabad gaf.
In de kustgebieden van Kanara en de Malabar had Tipu Sultan de moplahs, Arabisch-Afrikaanse handelaren, bevoordeeld ten opzichte van de traditionele elite, de hindoeïstische Nayars. Zodra het gebied door de Britten veroverd was volgden afrekeningen en sociale onrust. De Britse bestuurders die in de geannexeerde kustgebieden orde op zaken moesten stellen, zoals Thomas Munro en Alexander Read, waren zodanig onder de indruk van de opzet van het bestuur onder Tipu dat ze deze later als blauwdruk voor andere Britse gebieden in India gebruikten.
De overwinning op Mysore was slechts de eerste stap in een serie snelle Britse gebiedsuitbreidingen onder gouverneur-generaal Wellesley. De nawab van de Carnatic, Umdat ul-Umara, werd na afloop van de oorlog door de bestuurders van de East India Company beschuldigd Tipu in het geheim van steun te hebben voorzien. Deze beschuldigingen vormden de aanleiding om de macht van de nawab in 1801 zodanig in te perken dat hij alleen nog een ceremoniële rol behield. 
In 1803 begon Wellesley de tweede oorlog tussen de Maratha's en de Britten, zogenaamd om de peshwa te helpen in een conflict met zijn bevelhebbers. In ruil voor de steun zegde de peshwa de Britten grote gebieden toe. Op deze manier breidde Wellesley de Britse macht ook uit over het westen van India.